# Demonax submaculatus
Demonax submaculatus là một loài bọ cánh cứng trong họ Cerambycidae.